# Oratemnus articulosus
Oratemnus articulosus är en spindeldjursart som först beskrevs av Simon 1899.  Oratemnus articulosus ingår i släktet Oratemnus och familjen Atemnidae. Inga underarter finns listade i Catalogue of Life.